# Foregone
Foregone ist das 14. Studioalbum der schwedischen Metal-Band In Flames. Das Album erschien am 10. Februar 2023 über Nuclear Blast. Es ist das erste, das komplett vom neuen Schlagzeuger Tanner Wayne eingespielt wurde. Statt dem langjährigen Gitarristen Niclas Engelin ist nun Chris Broderick (Ex-Megadeth) an der Gitarre zu hören.

## Entstehung und Veröffentlichung
Das Album wurde wie bereits die Vorgänger Battles und I, the Mask mit Howard Benson in den West Valley Studios, Woodland Hills, Kalifornien, aufgenommen. Wiederum war Benson auch am Songwriting beteiligt. Am 13. Juni 2022 gaben In Flames bekannt, dass sie erneut bei Nuclear Blast unterschrieben hatten. Auch erschien die Single State of Slow Decay, die durch die Wurzeln der Band im Melodic Death Metal beeinflusst ist. Am 1. August 2022 erschien die zweite Single The Great Deceiver. Am 15. September wurde das Album mit dem Titel Foregone für den 10. Februar 2023 angekündigt. Am selben Tag wurde auch eine Vorschau der dritten Single, Foregone, Pt. 1 angekündigt. Foregone, Pt. 2 erschien als vierte Single am 7. November. Auch ein Musikvideo wurde veröffentlicht. Am 16. Januar 2023 erschien mit Meet Your Maker die fünfte Single. Ebenso erschien das zugehörige Musikvideo.

## Titelliste
Alle Texte wurden von Anders Fridén und Björn Gelotte geschrieben, die Musik von Fridén, Gelotte und Howard Benson.
| Nr.          | Titel                                                    | Länge |
| ------------ | -------------------------------------------------------- | ----- |
| 1.           | The Beginning of All Things That Will End (Instrumental) | 2:13  |
| 2.           | State of Slow Decay                                      | 3:58  |
| 3.           | Meet Your Maker                                          | 3:57  |
| 4.           | Bleeding Out                                             | 4:01  |
| 5.           | Foregone, Pt. 1                                          | 3:24  |
| 6.           | Foregone, Pt. 2                                          | 4:30  |
| 7.           | Pure Light of Mind                                       | 4:26  |
| 8.           | The Great Deceiver                                       | 3:45  |
| 9.           | In the Dark                                              | 4:17  |
| 10.          | A Dialogue in B Flat Minor                               | 4:28  |
| 11.          | Cynosure                                                 | 4:05  |
| 12.          | End the Transmission                                     | 3:42  |
| Gesamtlänge: | Gesamtlänge:                                             | 46:46 |

| Nr.          | Titel        | Länge |
| ------------ | ------------ | ----- |
| 13.          | Become One   | 3:28  |
| Gesamtlänge: | Gesamtlänge: | 50:14 |

## Rezeption
Marcus Schleutermann vom Magazin Rock Hard bewertete das Album mit 8,5 von zehn Punkten. Er hob die Einflüsse des Melodic Death Metal heraus und resümierte: „Tempo, Härte, Riffing und Melodie stehen hier in einem perfekten Verhältnis zueinander und wecken wohlige Erinnerungen an die frühen Zweitausender, die einige Folk-Schlenker noch verstärken. Die melancholische, düstere Stimmung ist dabei omnipräsent und wird vom Coverartwork perfekt visualisiert. Auch moderner gehaltene Songs wie Bleeding Out wirken stimmiger und kompositorisch zwingender als auf dem schwachen Vorgänger, und die schöne Halbballade Pure Light of Mind verströmt die alte Gitarren-Magie so stark wie lange nicht mehr. Dazu liefert Sängers Anders eine seiner besten Leistungen ab und glänzt sowohl beim fiesen Growlen und Keifen als auch bei seinem charismatischen Klargesang, der nicht so knödelig wie zuletzt ausfällt. Selbst wenn dem Album zum Ende hin etwas die Puste ausgeht, lässt Foregone die eine oder andere Enttäuschung der letzten Jahre vergessen und präsentiert In Flames wieder in Top-Form!“ Lothar Gerber hob im Metal Hammer Songs wie Meet Your Maker, Foregone, Pt. I und Pure Light of Mind hervor. „All das verdeutlicht, wie frei von jeglichen Zwängen die Formation im Jahr 2023 aufspielt. In Flames haben auf niemanden außer sich selbst gehört, ihre Fühler in alle Richtungen ausgestreckt und zumindest im vorliegenden Metal Hammer alles gewonnen.“ Die Bewertung lag bei sechs von sieben.